# Jardim Maravilha
Jardim Maravilha é um loteamento residencial localizado em Guaratiba, na Zona Oeste do Rio de Janeiro. É considerado o maior loteamento residencial da América Latina.[carece de fontes?] Seus acessos se dão principalmente pela Estrada do Magarça e pela Avenida das Américas e seu comércio está concentrado em três principais ruas: Pillar do Sul, Rua Letícia e Avenida Campo Mourão.
O loteamento é cadastrado no Núcleo de Regularização de Loteamentos, ligado a Secretaria Municipal de Habitação (SMH).[carece de fontes?]